# أرا جولير
اَرا جولير (بالتركية: Ara Güler)‏ اَرا جولير (ولد في 16 اغسطس 1928 في بي أوغلو، إسطنبول)، مصور ومراسل وكاتب تركي أرمنيّ الأصل.

## حياته
ولد في بي أوغلو، إسطنبول عام 1928، تأثر كثيراً بالسينما منذ صغره، تخرج من مدرسة جيترونجان الأرمينية الثانوية، أثناء دراسته الثانوية عمل في جميع فروع استديوهات صناعة الأفلام السينيمائية، بدأ في أخذ فن المسرح والتمثيل عن محسن أرطوغرول، كان هدفه أن يصبح مخرج أو كاتب مسرحى، في عام 1950 بدأ العمل في الصحافة في جريدة إسطنبول الجديدة. في هذه السنوات نشر مقالاته في المجلات الأدبية والصحف الأرمينية، وفي نفس الوقت كان مستمراً في كلية الاقتصاد بجامعة اسطنبول ولكنه قرر أن يصبح مصور وصحفى.

أصبح رئيس قسم التصوير في مجلة الحياة حتى عام 1962، وفي عام 1961 نشرت صوره الفوتوغرافية السنوية في انجلترا، وعرف كمصور من أفضل سبع مصورين عالمياً، وفي نفس العام تم قبوله في جمعية مصورين المجلات الأميريكية، وأصبح العضو الوحيد من تركيا في هذه المنظمة، وتم استخدام صوره في العديد من الصور المنشورة في العالم، فتح معارض مختلفة في ألمانيا وباريس والولايات المتحدة الأمريكية، في هذه الأثناء كتب مقالات والتقط صورا عديدة للمشاهير مثل سالفادور دالي، وبيكاسو، وارنولد طوينبي، وويستون تشرشل، وبيرتراند روسيل.

في عام 1979 أخذ الجائزة الأولى في مجال التصوير الصحفى من جمعية صحف تركيا، وفي عام 1980 طبع كتاب خاصاً بصوره من قبل دار نشر مشهورة، وفي عام 1986 نشرت له مؤسسة الحرية كتاباً مصوراً من تأليف معمار سنان والاستاذ عبد الله كوران، وفي عام 1987 تم نشر هذا الكتاب بالإنجليزية من قبل معهد الدراسات التركية.

في عام 1989 نُشر كتاب اَرا جولير لصناع السينما من قبل دار نشر هيل، ولسنوات عدة عمل على نشر صور لأعمال معمار سنان في عام 1992 في مطبعة النشر في فرنسا، وهدسون في انجلترا والولايات المتحدة الأميريكية، وفي مجموعة جزر سنغافورة من قبل الصحافة بعنوان على الطراز التركي، وفي فرنسا نشر ل ألبين ميشيل من قبل دار النشر تحت عنوان القصور العثمانية في تركيا. نُشرت له مجموعة شركات عالمية ذكرايات إسطنبول القديمة عام 1994، وكتاب الألوان الباهتة عام 1995، ومؤلفاته الرئيسية هكذا مرت ثورة وسلاما للبقية عام 1994، ووجه الأرض في الوجوه عام 1995.

جزء كبير من صور اَرا جولير في فرنسا، تُعرض في متاحف متنوعة في الولايات المتحدة الأمريكية وألمانيا، استخدم اَلة لايكا في صوره، وتعتبر صوره أحد فروع الفن.

نشر الصحفى نزيه طاڤلاش صور الاسطورة اَرا جولير مفسراً حياة المصور الصحفى في كتاب يتألف من 343 صفحة منذ ميلاده حتى يومنا هذا، واصفاً الأحداث الزمنية التي شهدها بالترتيب والتي تحمل مكانة 80 عاماً من تاريخه. ويتخذ نهاية الكتاب مقابلة النهر اً را جولير مع البوم صوره العائلي.

## حياته المهنية
- عام 1958 اتخذته مجلة الحياة وقت الإنجليزية Time-Life، ومجلة مباراة باريس الفرنسية Paris-match، ومجلة نجمة الألمانية Der stern كمصور صحفى شرقي للمخاطر عن قرب.
- عام 1961 بدأ العمل كرئيس قسم التصوير في مجلة الحياة، وفي نفس العام تعرف على هنري كارتييه بريسون.
- اختارته مجموعات التصوير الفوتوغرافى السنوي في انجلترا كاواحداً من أفضل سبع مصورين في العالم.
- العضو التركي الوحيد الذي تم قبوله في الجمعية مصوري المجلات الأمريكية.
- عام 1962 حصل على ماجستير لايكا في ألمانيا والذي أُعطى لقليل من المصورين.
- تم إصدار عدداً خاصاً له من مجلة الكاميرا اللاقطة في سويسرا.
- عام 1964 استُخدمت صوره في عمل ماريانا نوريس المسمى تركيا الصغيرة في الولايات المتحدة الأمريكية.
- عام 1967 نُشرت له صور مع ريتشارد اڤيدون في العدد الصادر من التصوير الفوتوغرافي في العالم في اليابان.
- عام 1967 عُرضت أعماله في المعرض المفتوح في كندا نظرات الناس للعالم، ومعرض الفن الحديث الذي نُظِّم في نيويورك، وفي نفس السنة أيضاً في ألمانيا نُظِّم معرض التصوير الفوتوغرافى الملون، ومعرض فوتوكينا فواري في كولونيا.
- عام 1970 تم نشر البوم صور باسم تركي في ألمانيا، ونشرت صوره في الفن وتاريخ الفن في مجلة الحياة وقت في الولايات المتحدة الأمريكية، وأيضا في أقسام كتاب هوريزون ونيوزويك في سويسرا من قِبل سيكرا ياينوى.
- عام 1971 التقط صوراً لكتاب اللورد كينروس (أياصوفيا)، وأعد تقريرا مصوراً ل بيكاسو لكتابه المسمى تحول بيكاسو وتوحد الاَخرون الذي تك نشره من قبل سكيرا الجديدة بمناسبة عيد ميلاد بيكاسو ال 90.
- عام 1972 افتتح في باريس المعرض الدولى للكتاب.
- عام 1975 تمت دعوته إلى الولايات المتحدة الأمريكية، وبعد أن التقط صوراً كثيرة لمشاهير الأمريكان تم عرضهم في معرض من أهم معارض مدن العالم يدعى الأمريكان المبدعون. وفي نفس السنة صور فيلماً وثائقياً موضوعه حول تفكك المدرعات الرديئة يسمى نهاية بطل المنطقة.
- عام 1980 طُبع جزء من صوره في كتابه المسمى نشر صور الصحافة الصفراء.
- عام 1986 صوّر كتاب معمار سنان الذي كتبه الاستاذ الناشر عبد الله كوران في وقف الحرية، ونشر نفس الكتاب باللغة الإنجليزية من قبل معهد الدراسات التركية عام 1987.
- عام 1989 نشر اَرا جولير كتاب السينمائيين.
- عام 1991 صور كتابه المسمى القارة السادسة من أجل صياد وزارة الخارجية الهاليكارناسوس (جواد شاكر قابا اغا شلي).
- عام 1999 أعطت جمعية الصحف التركية جائزة خدمة الصحافة (دليل المصير) إلى الصحفيين الذين انهوا 50 سنة في المهنة.

في هذه الأثناء قدم تقاريراً مصوره أثناء تنزهه حول العالم ونشرتهم وكالة ماغنوم إلى العالم. فقدم تقاريراً مصوره لكثير من الأشخاص المشهورة مثل بيكاسو، وفكرت مولّى، وماريا كاللاس، وسالڤادور دالى، وايموجين كانينغهام، وانسل ادمز، وجون بيرجر، وأندريا غاندي، ونستون تشرشل، عصمت إينونو، والتقط صورهم.

أشهر المصورين الأقل ظهوراً هو بيكاسو ولسنوات عدة عمل على أعمال معمار سنان في فرنسا عام 1922 وفي الولايات المتحدة الأمريكية، ونشر كتابه المسمى رائعة المهندس سليمان. وفي نفس السنة نُشر له كتاباً باسم العيش في تركيا في انجلترا والولايات المتحدة الأمريكية وسنغافورة، مع مقدمة من الطراز التركي. وايضاً نُشر له في فرنسا كتاباً بعنوان القصور العثمانية في تركيا، وفي عام 1994 نُشر له كتاب ذكريات إسطنبول القديمة، وفي عام 1995 نُشرت له صور كتاب هكذا مرت ثورة وكتاب الألوان الباهتة وكتاب وجه الأرض في الوجوه.

اَرا جولير لا يزال يلتقط صوراً، وقال أنه لا يقبل تعريفه بفنان الصور إنما هو مصور صحفى.

## جوائزه
- عام 1979 الجائزة الأولى من جمعية الصحف التركية في مجال التصوير الصحفى.
- عام 2000 وسام شرف خطوبة من فرنسية.
- عام 2004 لقب دكتوراه فخرية من جامعة النجوم.
- عام 2005 جائزة الثقافة والفنون الكبرى من رئاسة جمهورية تركيا.
- عام 2008 جائزة خاصة للسياحة مع الصور في إسطنبول.[14]
- عام 2011 جائزة الثقافة والفنون الكبرى من وزارة السياحة والثقافة جمهورية تركيا.

## كتبه
- الصور (المنشورات الصفراء،1980،إسطنبول)
- أعمال اَرا جولير السينمائية (منشورات هيل، 1989، إسطنبول)
- سنان، رائعة المهندس سليمان (طبعة arthaud ، 1922، باريس؛ التايمز وهدسون، 1922، لندن ونيويورك).
- العيش في تركيا (اَلبين مايكل، 1993، باريس؛ تايمز وهدسون، 1992، لندن ونيويورك).
- ذكريات إسطنبول القديمة (منشورات العالم، 1994، إسطنبول).
- هكذا مرت ثورة، سلاماً للبقية (المؤلف الرئيسي، 1994، إسطنبول).
- الألوان الباهتة (منشور عالمى، 1995، إسطنبول).
- وجه الأرض في الوجوه (مؤلف رئيسي، 1995، إسطنبول).
- احترام لاَرا جولير (YGS منشورات، 1998، إسطنبول وهامبورغ).
- سوف نعيش بعد بابل (قصة قصيرة، اَرأس للنشر، 1996، إسطنبول).
- إسطنبول الجن (سراب، 2001، مونبلييه، فرنسا).
- 7 معالم على وجه الأرض (منشورات كروت مطبوعة، 2002، إسطنبول).
- 100 وجهة (منشورات كروت مطبوعة، 2003، إسطنبول).
- متطلع إلى الخلف- 50 عام مصوراً صحفياً (YGS منشورات، 2004، إسطنبول، بيرمن).
- اَرا جولير (antartisit منشورات، 2005، إسطنبول).
- لقد مر سبعون عاماً من اَرا (منشورات مصورة، 2005، إسطنبول).
- رجل الحمامة البيضاء (منشورات مصورة، 2007، إسطنبول).
- اَرا جولير (هامشيت، 2007).

## فيديو
ARA GÜLER: Fotomuhabiri

## وصلات خارجية
- أرا جولير على موقع IMDb (الإنجليزية)
- أرا جولير على موقع قاعدة بيانات الأفلام العربية
- أرا جولير على موقع ألو سيني (الفرنسية)
- أرا جولير على موقع أول موفي (الإنجليزية)
- أرا جولير على موقع قاعدة بيانات الأفلام السويدية (السويدية)
- أرا جولير على موقع ديسكوغز (الإنجليزية)
- أرا جولير على موقع قاعدة بيانات الفيلم (الإنجليزية)
- أرا جولير على موقع كينوبويسك (الروسية)
- الموقع الرسمى
- اَرا جولير